# Diplocaulobium clemensiae
Diplocaulobium clemensiae là một loài thực vật có hoa trong họ Lan. Loài này được (Ames) A.D.Hawkes mô tả khoa học đầu tiên năm 1957.